# Каланхоэ Люси
Каланхоэ Люси (лат. Kalanchoe luciae) — вид суккулентных двулетних растений рода Каланхоэ, семейства Толстянковые.

## Морфология
Розетка, развивающая от одной до нескольких ветвей, иногда слегка изогнутых, высотой до 2 м; подвой слегка вздут. Листья сидячие, обратнояйцевидные, обратноланцетные, продолговатые, 60-120 x 30-50 мм, округлые или усеченные, сцепленные, плоские или почти такие, голые или опушенные, от зеленого до желтовато-зеленого с красными краями. Соцветие тонкое, продолговатое, с многочисленными дихазиями, заканчивающимися монохазиями. Чашечка с треугольными или яйцевидными долями 3-6 мм длиной. Венчик: трубка более или менее четырехугольно-урловидная, 6-10 мм длиной, бледно-желтовато-зеленая, иногда покрытая легким налетом; доли продолговатые, 4-6 м длиной, острые или верхушечные, бледно-желтовато-зеленые. Пыльники 0,8-1 мм дл. Чешуйки продолговатые, квадратные до поперечно-продолговатых, 2-2,5 м длиной, обычно усеченные. Семена длиной 1,3-1,5 м.

## Распространение
Природный ареал: Южная Африка: Мозамбик, Эсватини, Зимбабве и ЮАР (Капская провинция и Квазулу-Натал). Растет в основном в сезонно засушливых тропических биомах.

## Таксономия
Kalanchoe luciae Raym.-Hamet, Bull. Herb. Boissier, sér. 2, 8: 256 (1908).

#### Этимология
Kalanchoe: название рода имеет китайское происхождение.
luciae: видовой эпитет, который, как полагают, дан в честь мадемуазель Люси Дюфур, знакомой французского ботаника и врача Раймонда Хамета (англ. Raymond Hamet), который был автором этого вида, или который был назван потому, что растение является эндемиком области Южной Африки, называемой Парк Сент-Люсия.

#### Синонимы
Гетеротипные (основанные на разных номенклатурных типах):
- Kalanchoe albiflora H.M.L.Forbes (1941)

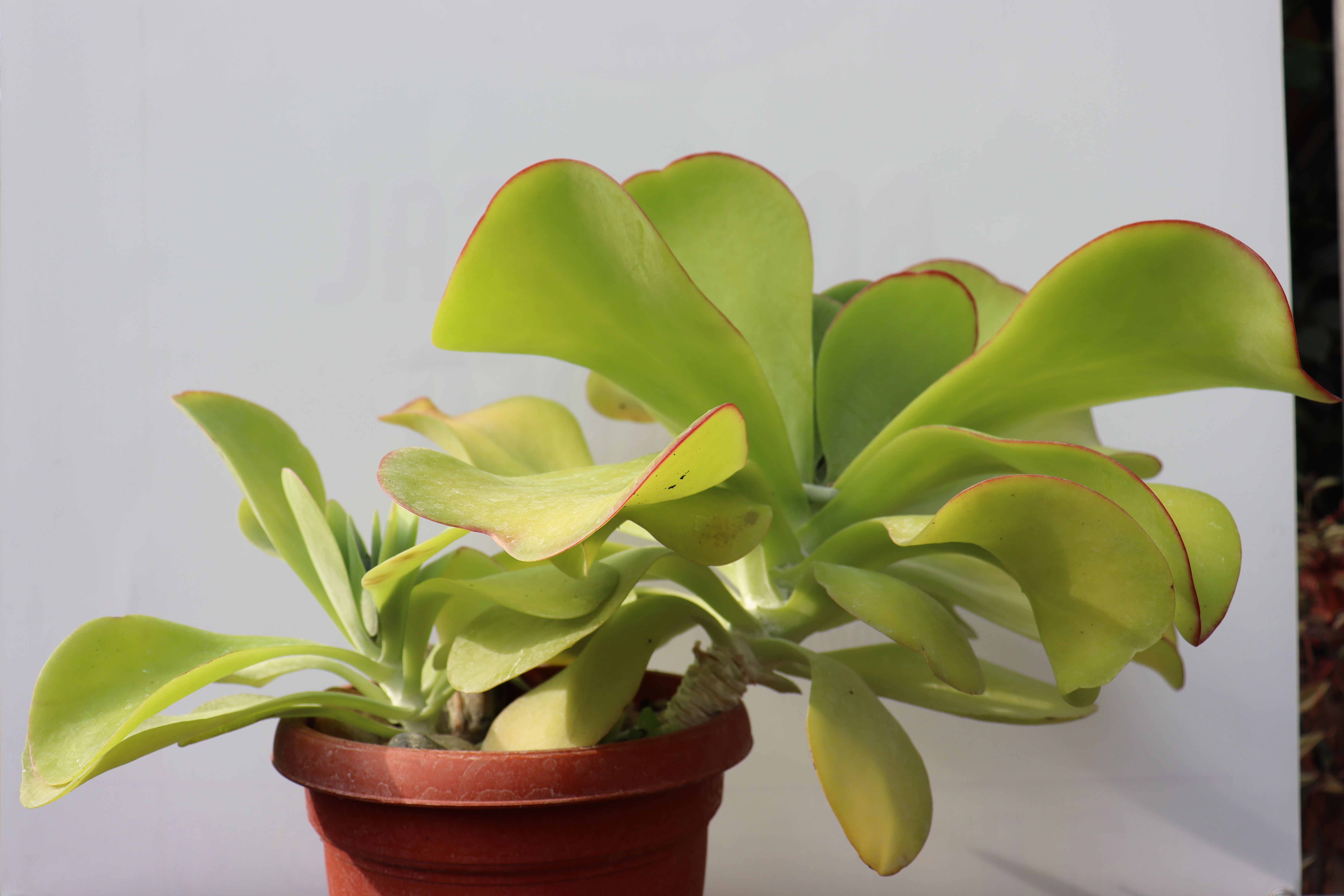
Листья
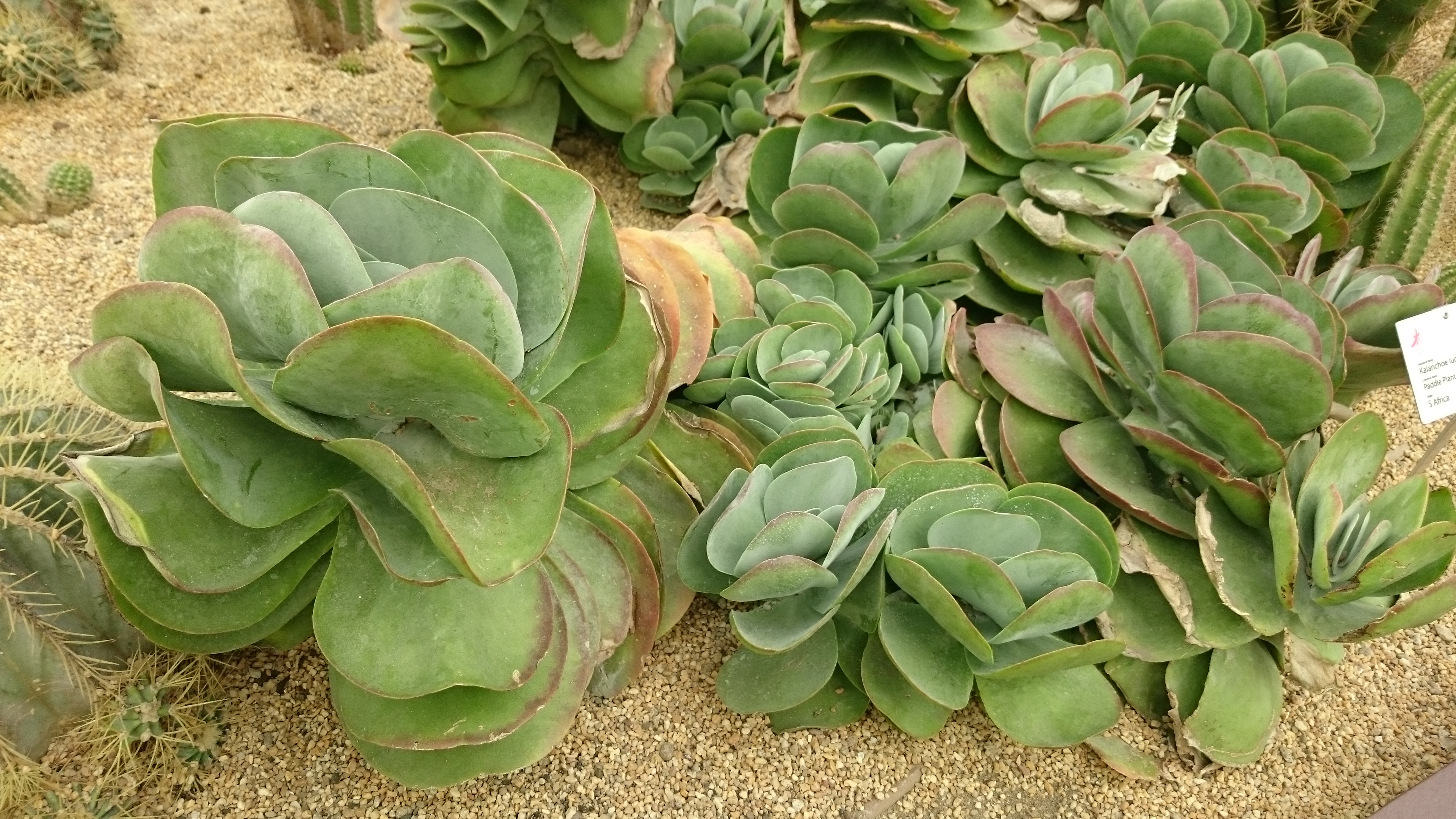
Несколько экземпляров
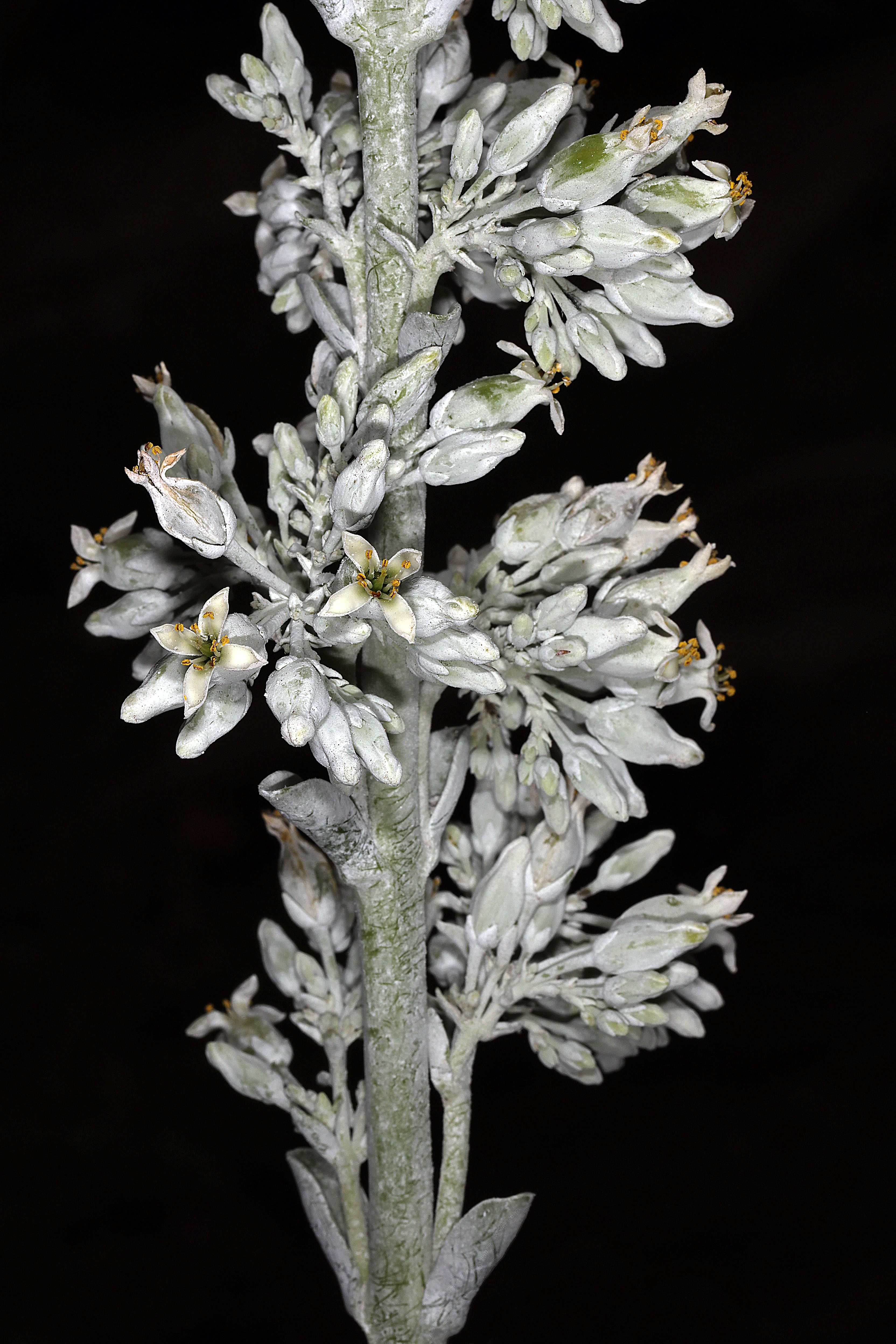
Часть соцветия
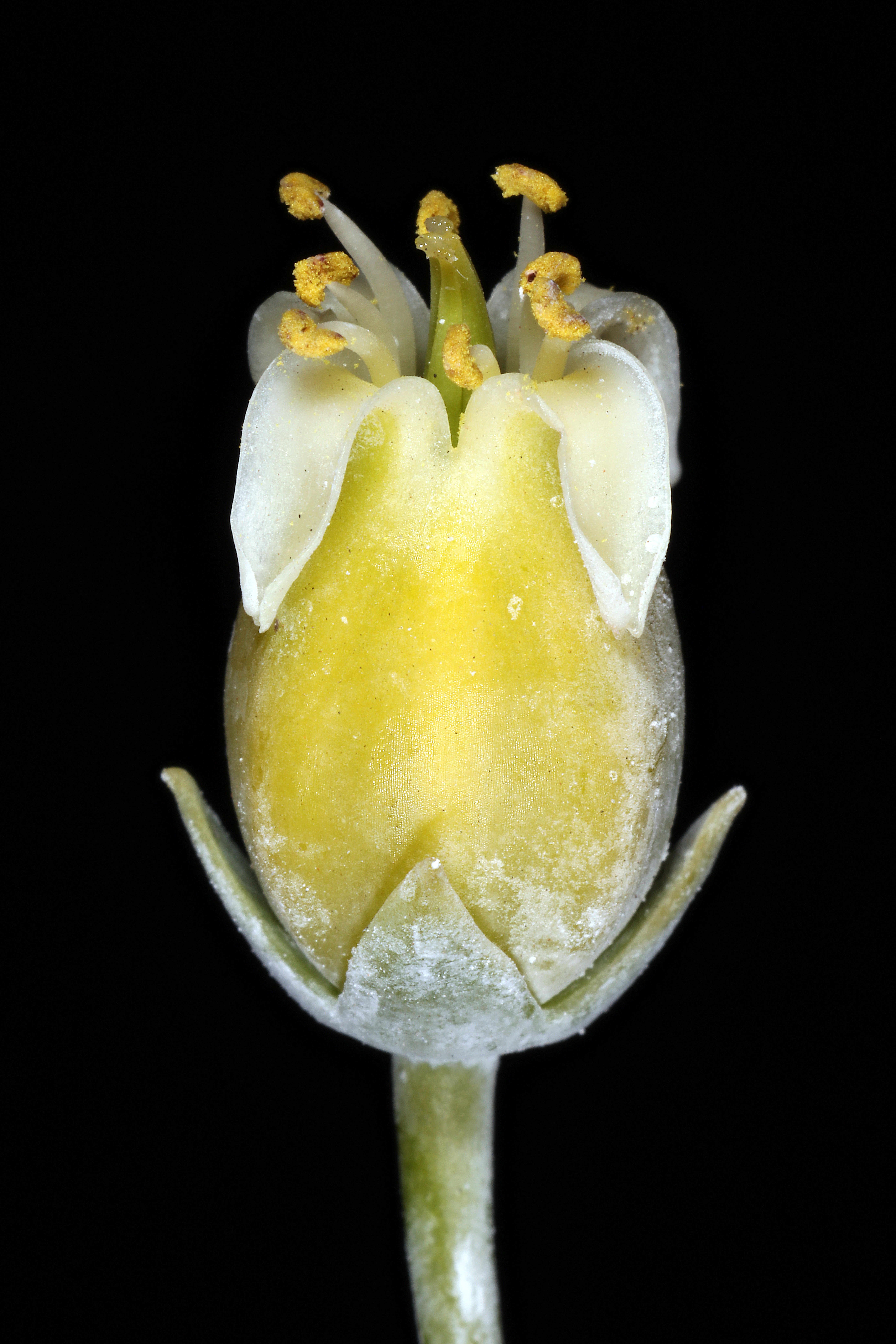
Цветок